# Mykola Petrovych Pavlov
Mykola Petrovych Pavlov (tiếng Ukraina: Микола Петрович Павлов; sinh ngày 20 tháng 6 năm 1954) là một cựu cầu thủ bóng đá và huấn luyện viên người Ukraina. Trong sự nghiệp cầu thủ, ông đã giành các danh hiệu như vô địch quốc gia Xô viết (1983). Còn trong sự nghiệp huấn luyện, ông đã giành các danh hiệu gồm chức vô địch Ngoại hạng Ukraina và Cúp quốc gia Ukraina, bên cạnh hai danh hiệu cá nhân là Bậc thầy thể thao xuất sắc của Liên Xô (1983) và Huấn luyện viên xuất sắc của Ukraina

## Thân thế và giáo dục
Pavlov sinh ra tại Kyiv, Ukraina (trước đây thuộc Liên Xô cũ). Ông từng theo học các trường Viện văn hóa thể chất Dnipropetrovsk và Trường giáo dục huấn luyện bậc cao Moskva (1986–87).

## Sự nghiệp cầu thủ

### Câu lạc bộ
Pavlov bắt đầu chơi bóng vào năm 1972, ông thi đấu cho "Spartak Brest" (sau đổi tên thành "Bug Brest", ngày nay tên là FC Dinamo Brest) ở Xô viết Belarus. Câu lạc bộ chơi tại giải vô địch hạng hai Xô viết. Sau ba năm, ông chuyển sang đầu quân cho Krylia Sovetov - câu lạc bộ tại giải vô địch quốc gia Xô viết. Sau bốn mùa giải và ba năm thi đấu, tức vào năm 1979, ông chuyển về Xô viết Belarus để chơi chơi đội bóng hay nhất ở giải vô địch quốc gia Xô viết là Dinamo Minsk. Sau ba năm nữa, tức vào năm 1982, ông lại chuyển đến câu lạc bộ mới, lần này là quay về Ukraina để chơi cho câu lạc bộ vùng Odesa -Chernomorets Odesa. Ở mùa bóng kế tiếp, ông chuyển sang Dnipro Dnipropetrovsk. Hai mùa bóng thi đấu ở đây được xem là thành công nhất sự nghiệp của ông. Ông giành chức vô địch Liên Xô vào năm 1983, và đoạt huy chương đồng vào mùa kế tiếp (1984).

### Quốc tế
Pavlov từng có một lần khoác áo Liên Xô. Ông thi đấu trong trận thua giao hữu 2–1 trước Tây Đức vào ngày 28 tháng 3 năm 1984 ở Hanover.

## Sự nghiệp huấn luyện
Sau khi treo giày ở tuổi 30, Pavlov đăng ký vào trường dạy huấn luyện. Năm 1988, Pavlov nhậm chức huấn luyện viên trưởng của câu lạc bộ Kolos Nikopol - đội bóng thi đấu ở giải hạng hai của Liên Xô. Năm 1991, ông gia nhập ban huấn luyện của Dnipropetrovsk Dnipro, và vào năm 1992, ông đã dẫn dắt đội bóng trước khi ra đời giải vô địch quốc gia đầu tiên của đất nước Ukraina độc lập. Với một lượng lớn gồm các cầu thủ trẻ và dự bị, ông đã giúp đội đoạt huy chương đồng dựa trên kết quả mùa giải ấy, họ đánh bại Shakhtar Donetsk trong trận tranh hạng ba. Ở mùa bóng tiếp theo, ông dẫn dắt Dnipro đoạt ngôi á quân của giải đấu, chỉ để mất chức vô địch vào tay Dynamo Kyiv do thua hệ số bàn thắng bại và số bàn thủng lưới. Khi đang huấn luyện ở Dnipro, ông được bổ nhiệm làm huấn luyện viên trưởng tạm quyền của đội tuyển bóng đá quốc gia Ukraina trong ba trận đấu vào các năm 1992 và 1994.
Ở thập niên 1990, ông từng dẫn dắt các đội bóng của Ukraina như Tavriya Simferopol, Krystal Kherson và Dnipro Dnipropetrovsk. Năm 1994, do mâu thuẫn với ban lãnh đạo của câu lạc bộ Dnipro, ông đã rời đội và đến Kyiv, làm huấn luyện viên trưởng của Dynamo Kyiv. Ở mùa giải 1995–96, Pavlov dẫn dắt đội bóng tới danh hiệu vô địch quốc gia Ukraina. Sau khi chia tay Dynamo, ông còn huấn luyện một số câu lạc bộ của Ukraina nữa, gồm cả lần trở lại Tavriya Simferopol, rồi FC Illychivets Mariupol (7 năm dẫn dắt ở đội này) và FC Stal Alchevsk.
Năm 1996, ông nhận lời dẫn dắt đội bóng mới lên hạng Mariupo. Dưới sự dẫn dắt của ông, Mariupo đã trở thành đội bóng mạnh ở giải vô địch quốc gia Ukraina. Ở mùa bóng 2000-2001, Mariupo đã giành được vị trí thứ tư chung cuộc trên bảng xếp hạng - thành tích tốt nhất trong lịch sử câu lạc bộ. Ông rời Mariupo (lúc ấy đã đổi tên thành Illychivets) vào năm 2004, sau bê bối liên quan đến việc văng những lời lẽ tục tĩu vào trọng tài Vitaly Godulyan ở nơi công cộng, làm cho ông bị cấm chỉ đạo trong một năm.
Sau ít năm nghỉ ngơi, ông đã quyết định trở lại với bóng đá. Ở mùa đông năm 2007, ông được bổ nhiệm làm huấn luyện viên trưởng của FC Vorskla Poltava. Trong mùa giải đầu tiên gắn bó với đội bóng, ông đã dẫn dắt họ kết thúc ở vị trí thứ tám và lọt đến vòng tứ kết của Cúp bóng đá quốc gia Ukraina. Dưới sự dẫn dắt của Pavlov, Poltava đã giành được chiếc cúp đầu tiên (và chiếc cúp duy nhất tính đến nay, tính từ khi Ukraina độc lập) - Cúp quốc gia Ukraina năm 2009, sau khi đánh bại Shakhtar Donetsk ở trận chung kết. Ngoài ra, dưới thời ông dẫn dắt, đội cũng lần đầu lọt vào vòng bảng của cúp châu Âu ở mùa bóng 2011-12.
Từ mùa bóng 2012-13, Pavlov một lần nữa nhậm chức huấn luyện viên trưởng của Illychivets Mariupo. Tuy nhiên, trên giấy tờ ông vẫn là huấn luyện viên trưởng Vorskla do không chấm dứt hợp đồng hiện tại với câu lạc bộ, thế nên ông đã mất nửa đầu mùa giải chỉ đạo Mariupo từ trên khán đài, chứ không phải băng ghế huấn luyện. Cuối mùa bóng 2014-15, Mariupo rớt hạng ở giải Ngoại hạng Ukraina, và Pavlov chấm dứt công việc ở đội.
Ngày 2 tháng 2 năm 2017, Pavlov thông báo chính thức chấm dứt sự nghiệp huấn luyện của mình.

### Thống kê sự nghiệp huấn luyện
Tính đến 27 tháng 9 năm 2013.
| Đội tuyển | Từ                   | Đến                 | Thống kê | Thống kê | Thống kê | Thống kê | Thống kê | Thống kê | Thống kê | Thống kê    |
| Đội tuyển | Từ                   | Đến                 | ST       | T        | H        | T        | B.thắng  | B.thua   | HS       | Tỷ lệ thắng |
| --------- | -------------------- | ------------------- | -------- | -------- | -------- | -------- | -------- | -------- | -------- | ----------- |
| Ukraina   | 28 tháng 10 năm 1992 | 13 tháng 9 năm 1994 | 3        | 0        | 1        | 2        | 1        | 4        | −3       | 000,00      |

## Danh hiệu

### Vai trò cầu thủ
- Giải bóng đá vô địch quốc gia Xô viết: 1983
- Giải bóng đá vô địch quốc gia Xô viết: Hạng ba (1984)

### Vai trò huấn luyện viên
- Giải bóng đá Ngoại hạng Ukraina: 1994–95
- Cúp bóng đá quốc gia Ukraina: 2009

#### Các giải thưởng đặc biệt và huy chương
- Huân chương "chiến công" dành cho hiệp sĩ: 2009[2]